# Pirttisaari (ö i Södra Savolax, Nyslott, lat 62,40, long 28,81)
Pirttisaari är en ö i Finland. Den ligger i sjön Kermajärvi och i kommunen Heinävesi i den ekonomiska regionen  Nyslotts ekonomiska region  och landskapet Södra Savolax, i den sydöstra delen av landet, 300 km nordost om huvudstaden Helsingfors. Öns area är 47,2 hektar och dess största längd är 2,1 kilometer i sydöst-nordvästlig riktning.